# Luksemburg na Letnich Igrzyskach Olimpijskich 1992
Luksemburg na Letnich Igrzyskach Olimpijskich 1992 reprezentowało sześciu zawodników: pięciu mężczyzn i jedna kobieta. Był to 18 start reprezentacji Luksemburga na letnich igrzyskach olimpijskich.

## Skład kadry

### Judo
Mężczyźni
- Igor Muller - kategoria +95 kg → 17. miejsce

### Łucznictwo
Kobiety
- Jeannette Goergen-Philip - indywidualnie → 38. miejsce

### Pływanie
Mężczyźni
- Yves Clausse

50 m st. dowolnym - dyskwalifikacja
100 m st. dowolnym (eliminacje 51.47 → nie awansował dalej) - 32. miejsce
200 m st. dowolnym (eliminacje 1:54.45 → nie awansował dalej) - 34. miejsce

### Strzelectwo
Mężczyźni
- Jean-Claude Kremer - karabin pneumatyczny 10 m → 27. miejsce
- Michel Think - trap → 29. miejsce
- Constant Wagner - pistolet pneumatyczny 10 m → 35. miejsce